# Virat Kohli
Virat Kohli (* 5. listopadu 1988 Dillí) je indický hráč kriketu, který od roku 2008 nastupuje v roli pálkaře za klub Royal Challengers Bangalore v Indian Premier League a v indické kriketové reprezentaci, jejíž byl kapitánem ve všech třech mezinárodně hraných formátech – omezeném na dvacet sad (Twenty20 International), jednodenním (One Day International) i vícedenním utkání (Test). V roce 2008 vedl reprezentaci do 19 let na světovém poháru. V dubnu 2021 se stal prvním hráčem IPL, který v kariéře překročil hranici 6 000 bodů.
Podle magazínu Forbes byl v roce 2020 s platem 2 miliony a sponzorskými smlouvami v hodnotě 24 milionů amerických dolarů na 66. místě v žebříčku 100 nejlépe placených sportovců, jako jediný Ind a jediný hráč kriketu. Díky své popularitě byl zařazen na seznam 100 nejvlivnějších lidí pro rok 2018 časopisu Time a v roce 2021 překročil hranici 100 milionů fanoušků na sociální síti Instagram. V roce 2024 byl s 270 miliony na šestnáctém místě v počtu sledujících na Instagramu.
V prosinci 2017 se v Itálii oženil s bollywoodskou herečkou Anuškou Šarmaovou, se kterou byl ve vztahu od roku 2013. V lednu 2021 se jim narodila dcera.